# 791
791(칠백구십일)은 790보다 크고 792보다 작은 자연수다.

## 수학
- 합성수로, 그 약수는 1, 7, 113, 791이다. 진약수의 합은 121이므로, 791은 부족수다.
- 79 이하의 모든 소수(素數)의 합이다.
- {\displaystyle 791=101+103+107+109+113+127+131}
  - 연속하는 소수(素數) 7개의 합으로 나타낼 수 있으며, 이 성질을 지닌 앞의 수는 757, 다음 수는 827이다.
- {\displaystyle 15^{4}-1}은 791로 나누어떨어진다.

## 과학
- NGC 791: 물고기자리 방향에 있는 타원은하.
- 791 아니(영어판): 소행성.

## 교통

### 항공
- 트랜스아시아 항공 791편 추락 사고(영어판) (2002년)

### 도로
- 현도 제791호선

## 군사
- 791 해군 항공대(영어판): 과거 존재한 영국의 해군 항공대.

## 문화유산
- 대한민국의 보물 제791호: 백자 상감모란잎문 편병

## 기타
- 연도: 791년, 기원전 791년